# توربن ماير
توربن ماير (بالدنماركية: Torben Meyer)‏ هو ممثل دانمركي، ولد في 1 ديسمبر 1884 بكوبنهاغن في الدنمارك، وتوفي في 22 مايو 1975 بهوليوود في الولايات المتحدة بسبب ذات الرئة.

## أعمال

### أفلام
- (1961) حكم في نورمبرغ

## وصلات خارجية
- توربن ماير على موقع IMDb (الإنجليزية)
- توربن ماير على موقع ألو سيني (الفرنسية)
- توربن ماير على موقع تيرنر كلاسيك موفيز (الإنجليزية)
- توربن ماير على موقع أول موفي (الإنجليزية)
- توربن ماير على موقع قاعدة بيانات الأفلام السويدية (السويدية)
- توربن ماير على موقع قاعدة بيانات الفيلم (الإنجليزية)
- توربن ماير على موقع كينوبويسك (الروسية)